# Darian (ime)
Darian je moško osebno ime.

## Izvor imena
Ime Darian je različica moškega osebnega imena Darij.

## Pogostost imena
Po podatkih Statističnega urada Republike Slovenije je bilo na dan 31. decembra 2007 v Sloveniji število moških oseb z imenom Darjan: 16.

## Osebni praznik
Osebe z imenom Darian lahko godujejo takrat kot Darij.

## Priimki nastali iz imena
Darian je tudi redkejši priimek v Sloveniji. Znani nosilec tega priimka je bil slovenski tenorist Ado Darian.